# Чукава
Чукава е висок 1587,6 метра и е първенец на Голема планина, дял от Стара планина.
Върхът е известен с местността „Разделената вода“, където се наблюдава рядкото природно явление бифуркация. Бифуркацията представлява разделяне на речния поток на две. Така на практика от един извор в местността „Разделената вода“ се образуват две реки, едната от които протича на юг, а другата на север.

## Маршрути
Тръгва се от село Брезовдол в близост до манастира Седемте престола по маркировката К-Е към едноименния горски дом по немаркиран горски път към върха. Гледан отстрани се създава впечатление, че е обрасъл с гора, но има голяма плоска поляна, където се намира триангулачна точка.
От върхът има впечатляваща гледка към Мургаш, Козница и Издремец.
| Изходни точки  | Изходни точки |
| -------------- | ------------- |
| село Осеновлаг | 1,30 ч.       |
| село Огоя      | 2,30 ч.       |
| Хижи           |               |
| Тръстена       | 5,00 ч.       |
| Лескова        | 1,00 ч.       |
| Върхове        |               |
| Издремец       | 4,00 ч.       |
| Плато          | 2,00 ч.       |